# Salaria pavo
Salaria pavo é uma espécie de peixe pertencente à família Blenniidae.
A autoridade científica da espécie é Risso, tendo sido descrita no ano de 1810.

## Portugal
Encontra-se presente em Portugal, onde é uma espécie nativa.
Os seus nomes comuns são marachomba-pavão, judia ou murtefuge.

## Descrição
Trata-se de uma espécie de água salobra e marinha. Atinge os 13 cm de comprimento total nos indivíduos do sexo masculino.